# Middelhavet
Middelhavet er et hav, der er forbundet med Atlanterhavet. Det er stort set helt omsluttet af Middelhavslandene; mod nord Sydeuropa og Anatolien, mod syd Nordafrika og mod øst Levanten. I nogle sammenhænge betragtes Middelhavet som en del af Atlanterhavet. Som regel ses det dog som et selvstændigt hav.
Inden for oceanografi kaldes det nogle gange for det Eurafrikanske Middelhav (engelsk: Eurafrican Mediterranean Sea (eller Europæiske Middelhav (engelsk: European Mediterranean Sea) for at skelne det fra indhave andre steder (på engelsk mediterranean seas).
Det engelske navn Mediterranean er afledt af det latinske ord mediterraneus, der betyder "lands indre" eller "i midten af land" (fra medius, "midten" og terra, "land").
Middelhavet dækker et 2,5 millioner km2 stort område og er forbundet til Atlanterhavet via det blot 14 kilometer brede Gibraltarstræde, som adskiller Gibraltar og Spanien i Europa fra Marokko i Afrika.
I nord-sydretningen ligger havet mellem den 30. og 46. nordlige breddekreds og i øst-vestretningen er det imellem den 6. vestlige længdekreds og den 36. østlige længdekreds. I øst-vestlig længde fra Gibraltarstrædet til İskenderunbugten på sydvestkysten af Tyrkiet er der omkring 4.000 kilometer. Den gennemsnitlige nord-sydlige længde fra Kroatiens sydkyst til Libyen er omkring 800 kilometer. Middelhavet, inklusive Marmarahavet (forbundet via Dardanellerne til det Ægæiske Hav) har et overfladeareal på omkring 2.510.000 km2.
Tilbage fra oldtiden har Middelhavet været en vigtig rute for handlende og rejsende. Det har gjort det muligt at udveksle varer og kultur mellem områdets lande og civilisationer. Middelhavslandenes historie er vigtig for forståelsen af oprindelsen og udviklingen af mange moderne samfund.
Følgende lande har en kystlinje ud til Middelhavet: Albanien, Algeriet, Bosnien-Hercegovina, Cypern (og Nordcypern), Frankrig, Grækenland, Israel, Kroatien, Italien, Libanon, Libyen, Malta, Marokko, Monaco, Montenegro, Slovenien, Spanien, Syrien, Tunesien, Tyrkiet og Ægypten. Derudover kan nævnes Gazastriben, det britiske oversøiske territorium Gibraltar samt baseområdet Akrotiri og Dhekelia.

## Middelhavets opståen
Middelhavet var med stor sikkerhed tørlagt og oversvømmet i den miocæne tidsperiode. For omkring 5,9 millioner år siden i den geologiske tid Miocæn var Middelhavets vandoverflade cirka to kilometer under verdenshavets. For cirka 5,4 millioner år siden brød havvandet igennem Gibraltarstrædet og oversvømmede Middelhavet.

## Etymologi
I gamle syriske tekster, lyriske tekster og i den hebræiske Bibel omtales Middelhavet som "Det store hav" (הַיָּם הַגָּדוֹל, HaYam HaGadol, Johannesevangeliet 1:4, 9:1, 15:47; Ezekiel 47:10,15,20) eller bare havet. I regionen øst for Middelhavet omtales det som Vesterhavet (5 Mos 11:24; Joels Bog 2:20). En anden betegnelse er Filistrenes hav (יָם פְּלִשְׁתִּים, 2 Mos 23:31). Den blev især anvendt af folkene, som boede i nærheden af Israel. Osmannerne har anvendt betegnelsen Bahr-i Sefid, som betyder det "rene, hvide hav".
På hebræisk har det været omtalt som HaYam HaTikhon (הַיָּם הַתִּיכוֹן), "Middelhavet", med henvisning til det oldgræske navn (Mesogeios) og det latinske navn (Mare internum). Det er formentlig herfra, den moderne betegnelse for havet er opstået.

## Historie

### Oldtidens civilisationer
Adskillige af oldtidens civilisationer opstod langs Middelhavets kyster. Beliggenheden ud til havet åbnede for handelsruter, kolonisering samt adgang til at fiske fisk og skaldyr. Havet betød også, at soldater hurtigt og let kunne flyttes over store afstande, hvilket gav anledning til en række krige.
Ensartet klima og geologi tillige med adgangen til havet har forbundet mange af kulturerne omkring Middelhavet.
To af de vigtigste civilisationer i antikken var de græske bystater og fønikerne, og begge havde de omfattende kolonier langs Middelhavets kyster. Senere, da Augustus grundlagde Romerriget, omtalte romerne Middelhavet som Mare Nostrum ("Vores Hav").
Dareios 1. (Dareios den Store) erobrede Det gamle Egypten og byggede en kanal, som forbandt Middelhavet med det Røde Hav. Dareios' kanal var bred nok til, at to trierer kunne passerer hinanden med årene ude. Det tog tre dage at sejle igennem hele kanalen.

### Middelalderen og imperier
Det Vestromerske rige kollapsede omkring 476. I en overgang var østen domineret af det Byzantinske Rige, der udgjorde den østlige halvdel af Romerriget. En ny magt rejste sig i 600-tallet sammen med religionen islam, der snart dækkede den østlige del. Da det Arabiske imperium var på sit højeste, dækkede det omkring 75 % af Middelhavslandene, og riget efterlod varige aftryk på både øst- og sydkysten.
Europa blev langsomt genoplivet, og mere organiserede og centraliserede stater opstod i slutningen af middelalderen efter det tolvte århundredes renæssance.
Det Osmanniske Riges magt fortsatte med at blive styrket, og i 1453 gik det Byzantinske Rige under ved Konstantinopels fald. Osmannerne fik kontrol over en stor del af havet i 1500-tallet og opretholdt havnebaser i Sydfrankrig, Algeriet og Tunesien. Barbarossa, den berømte osmanniske kaptajn, er et symbol på rigets dominans, hvilket blev understreget ved hans sejr under slaget ved Preveza. Slaget ved Djerba markerede højdepunktet på det Osmanniske Riges dominans i Middelhavet. De europæiske landes kunnen til havs blev bedre og bedre, hvilket satte en stopper for det Osmanniske riges ekspansion i området, efter at den osmanniske flåde blev besejret i slaget ved Lepanto. Det var det sidste søslag primært udkæmpet imellem galejer.
Barbareske pirater fra Nordafrika jagtede kristne skibe i den vestlige del af Middelhavet. Ifølge Robert Davis fangede pirater fra 1500-tallet og frem til 1800-tallet et sted mellem 1 og 1,25 millioner europæere og gjorde dem til slaver.
Udviklingen af sejlads på verdenshavene begyndte at påvirke hele Middelhavsområdet. Tidligere passerede al handel fra øst igennem området, men nu gik sejlruterne syd om Afrika, hvilket gjorde, at krydderier og andre varer kunne importeres via atlanterhavshavne i Vesteuropa.

### 2000-tallet og immigranter
I 2013 beskrev Maltas præsident, George Abela, Middelhavet som en "kirkegård" som følge af det store antal immigranter, der hvert år druknede, fordi deres både kæntrede i forsøget på at nå Europa. Formanden for Europa-Parlamentet Martin Schulz udtalte, at Europas migrationspolitik havde "gjort Middelhavet til en kirkegård". Han refererede til antallet af druknede flygtninge i området som direkte resultat af Europa-Parlamentets politik. En embedsmand fra Aserbajdsjan beskrev havet som "en gravplads... hvor folk dør".
Efter Bådforliset ved Lampedusa i 2013 besluttede den italienske regering at styrke landets patruljering langs kysterne. Parlamentet godkendte "Operation Mare Nostrum", en militær og humanitær mission med det formål at sikre immigranter og arrestere menneskehandlere.
I 2015 krydsede mere end 1 millioner immigranter Middelhavet for at nå Europa.

## Geografi
Middelhavet er forbundet til Atlanterhavet via Gibraltarstrædet (af Homer beskrevet som "Herkules' Søjler") mod vest og Marmarahavet og Sortehavet via henholdsvis Dardanellerne og Bosporus mod øst. Marmarahavet ses ofte som en del af Middelhavet, hvorimod Sortehavet ikke gør. Den 163 kilometer lange menneskeskabte Suez-kanal mod sydøst forbinder Middelhavet med det Røde Hav.
Blandt større øer i Middelhavet kan nævnes: Cypern, Kreta, Euboea, Rhodos, Lesbos, Chios, Kefallonia, Korfu, Limnos, Samos, Naxos og Andros i den østlige del. Sardinien, Korsika, Sicilien, Cres, Krk, Brač, Hvar, Pag, Korčula og Malta i den centrale del. Og Ibiza, Mallorca og Menorca (de Baleariske Øer) i den vestlige del.
Det typiske middelhavsklima har varme, fugtige og tørre somre, mens vintrene er milde og regnfulde. Til de vigtigste afgrøder hører: Oliven, grapefrugt, appelsin, tangerin og kork.

### Udbredelse
Den internationale hydrografiske organisation (IHO) har defineret Middelhavets afgrænsninger som følger:
Det strækker sig fra Gibraltarstrædet i vest til indgangen til Dardanellerne og Suez-kanalen i øst, og Middelhavet omringet af kysterne langs Europa, Afrika og Asien, og det er delt op i to bassiner:
- Vestbassinet:
  - Mod vest: En linje, der går fra det Kap Trafalgar (Spanien) og Kap Spartel (Afrika).
  - Mod nordøst: Vestkysten af Italien. I Messinastrædet går en linje fra de to punkter Kap Paci (15°42'E) til Kap Peloro, det østlige yderpunkt på øen Sicilien. Den nordlige kyst på Sicilien.
  - Mod øst: En linje, der går fra Kap Lilibeo, på det østligste Sicilien (37°47′N 12°22′Ø / 37.783°N 12.367°Ø), igennem Adventure Bank til Kap Bon (Tunesien).
- Østbassinet
  - Mod vest: De nordøstlige og østlige grænser af vestbassinet.
  - Mod nordøst: En linje, der går fra Kum Kale (26°11'E) til Kap Helles, den vestlige del af indgangen til Dardanellerne.
  - Mod sydøst: Indgangen til Suez-kanalen.
  - Mod øst: Syrien og Israels kyst.

### Oceanografi
Middelhavet er næsten helt omgivet af land, hvilket har flere effekter på havstrømmene: Tidevand er meget begrænset, som følge af den smalle forbindelse til Middelhavet. Middelhavet er karakteriseret ved dets dybe blå farve.
Fordampningen i høj grad nedbøren og mængden af vand, der stammer fra floder med udløbet i dette hav, hvilket er centralt for vandcirkulationen i bassinet. Fordampningen er særligt høj i Middelhavets østlige halvdel, hvilket forårsager, at havniveauet falder, og saltholdigheden (saliniteten) stiger, jo længere mod øst man kommer. Saliniteten på 5 meters dybde er 3,8 %.
Trykgradienten presser relativt koldt vand med lavt saltindhold fra Atlanterhavet ind i bassinet. Her varmes vandet op og opnår højere saltkoncentrationer i takt med, at det kommer længere østpå. Vandet bliver så salt, at det synker mod bunden ud for Levanten, hvorefter det cirkulerer tilbage vestover mod Gibraltarstrædet. Således flyder havvand østpå i havoverfladen og vestpå under havoverfladen; når det rammer Atlanterhavet, kan den særlige kemi i Middelhavets vand bevare sammensætningen mange tusinde kilometer fra kilden.
I snit er vandets temperatur i den dybeste del af Middelhavet 13,2 °C.

### Kystlande
Følgende lande har kystlinje ud til Middelhavet:
- Nordkysten (fra vest til øst): Spanien, Frankrig, Monaco, Italien, Slovenien, Kroatien, Bosnien-Hercegovina, Montenegro, Albanien, Grækenland og Tyrkiet.
- Østkysten (fra nord til syd): Tyrkiet, Syrien, Libanon, Israel.
- Sydkysten (fra vest til øst): Marokko, Algeriet, Tunesien, Libyen, Ægypten.
- Østater: Malta, Cypern.

Adskillige andre områder ligger også ud til Middelhavet: det britiske oversøiske territorium Gibraltar, de spanske områder Ceuta og Melilla og de nærliggende øer samt Akrotiri og Dhekelia på Cypern.
Følgende større byer med en befolkningen på over 200.000 indbyggere ligger ud til Middelhavet:
| Land       | Byer                                                                                   |
| ---------- | -------------------------------------------------------------------------------------- |
| Algeriet   | Algiers, Annaba, Oran                                                                  |
| Ægypten    | Alexandria, Port Said                                                                  |
| Frankrig   | Marseille, Nice                                                                        |
| Grækenland | Athen, Piraeus, Patras, Thessaloniki                                                   |
| Israel     | Ashdod, Haifa, Rishon LeZion, Tel Aviv                                                 |
| Italien    | Bari, Catania, Genova, Messina, Napoli, Palermo, Rom, Taranto, Trieste, Venedig        |
| Libanon    | Beirut, Tripoli                                                                        |
| Libyen     | Benghazi, Al Khums, Misratah, Tripoli, Az Zawiyah, Zliten                              |
| Marokko    | Tétouan, Tangier                                                                       |
| Spanien    | Alicante, Badalona, Barcelona, Cartagena, Málaga, Palma de Mallorca, Valencia, Melilla |
| Syrien     | Latakia                                                                                |
| Tunesien   | Sfax, Sousse, Tunis                                                                    |
| Tyrkiet    | Antalya, Adana, İzmir, Mersin                                                          |

### Underområder
Lokale stednavne i Middelhavet:
- Havet mellem Italien og Balkan: Adriaterhavet.
- Havet vest for Italien: Det Tyrrhenske hav.
- Havet mellem Grækenland og Tyrkiet: Det Ægæiske hav.
- Havet mellem Spanien og Balearerne. Det Baleariske Hav eller det Iberiske Hav.
- Havet mellem Rivieraen og Korsika og Elba: Det Liguriske Hav.
- Havet mellem Italien, Albanien og Grækenland: Det Joniske Hav.
- Havet mellem Tyrkiet, Syrien, Libanon, Israel, Egypten og Libyen: Det Levantiske Hav.
- Havet nord for Libyen: Det Libyske Hav.
- Havet mellem Spanien og Marokko: Det Alboranske Hav.
- Havet mellem det Ægæiske hav og Sortehavet: Marmarahavet.

### De 10 største øer efter areal
| Land       | Ø         | Areal (km2) | Befolkning |
| ---------- | --------- | ----------- | ---------- |
| Italien    | Sicilien  | 25.460      | 5.048.995  |
| Italien    | Sardinien | 23.821      | 1.672.804  |
| Cypern     | Cypern    | 9.251       | 1.088.503  |
| Frankrig   | Korsika   | 8.680       | 299.209    |
| Grækenland | Kreta     | 8.336       | 623.666    |
| Grækenland | Euboea    | 3.655       | 218.000    |
| Spanien    | Mallorca  | 3.640       | 869.067    |
| Grækenland | Lesbos    | 1.632       | 90.643     |
| Grækenland | Rhodos    | 1.400       | 117.007    |
| Grækenland | Chios     | 842         | 51.936     |

### Havtemperatur
|            | Jan | Feb | Mar | Apr | Maj | Jun | Jul | Aug | Sep | Okt | Nov | Dec | Års gns |
| ---------- | --- | --- | --- | --- | --- | --- | --- | --- | --- | --- | --- | --- | ------- |
| Marseille  | 13  | 13  | 13  | 14  | 16  | 18  | 21  | 22  | 21  | 18  | 16  | 14  | 16,6    |
| Gibraltar  | 16  | 15  | 16  | 16  | 17  | 20  | 22  | 22  | 22  | 20  | 18  | 17  | 18,4    |
| Málaga     | 16  | 15  | 15  | 16  | 17  | 20  | 22  | 23  | 22  | 20  | 18  | 16  | 18,3    |
| Athen      | 16  | 15  | 15  | 16  | 18  | 21  | 24  | 24  | 24  | 21  | 19  | 18  | 19,3    |
| Barcelona  | 13  | 13  | 13  | 14  | 17  | 20  | 23  | 25  | 23  | 20  | 17  | 15  | 17,8    |
| Heraklion  | 16  | 15  | 15  | 16  | 19  | 22  | 24  | 25  | 24  | 22  | 20  | 18  | 19,7    |
| Venedig    | 11  | 10  | 11  | 13  | 18  | 22  | 25  | 26  | 23  | 20  | 16  | 14  | 17,4    |
| Valencia   | 14  | 13  | 14  | 15  | 17  | 21  | 24  | 26  | 24  | 21  | 18  | 15  | 18,5    |
| Malta      | 16  | 16  | 15  | 16  | 18  | 21  | 24  | 26  | 25  | 23  | 21  | 18  | 19,9    |
| Alexandria | 18  | 17  | 17  | 18  | 20  | 23  | 25  | 26  | 26  | 25  | 22  | 20  | 21,4    |
| Napoli     | 15  | 14  | 14  | 15  | 18  | 22  | 25  | 27  | 25  | 22  | 19  | 16  | 19,3    |
| Larnaca    | 18  | 17  | 17  | 18  | 20  | 24  | 26  | 27  | 27  | 25  | 22  | 19  | 21,7    |
| Limassol   | 18  | 17  | 17  | 18  | 20  | 24  | 26  | 27  | 27  | 25  | 22  | 19  | 21,7    |
| Antalya    | 17  | 17  | 17  | 18  | 21  | 24  | 27  | 28  | 27  | 25  | 22  | 19  | 21,8    |
| Tel Aviv   | 18  | 17  | 17  | 18  | 21  | 24  | 26  | 28  | 27  | 26  | 23  | 20  | 22,1    |

## Geologi
Middelhavets geologiske historie er kompleks. Man antog tidligere, at det var en tektonisk rest af Tethyshavet. I dag ved man, at det et væsentligt yngre bassin kaldet Neotethys, da den Afrikanske og Eurasiske Plade bevægede sig fra hinanden under den sene trias- og juraperiode. Fordi det stort set var totalt omgivet af land i et relativt tørt klima, blev bassinet offer for en intensiv fordampning og efterfølgende nedbør. Den messiniske salinitetskrise begyndte for omkring 6 millioner år siden, da Middelhavet blev et indlandsområde. 'Saltkrisen' endte med, at havet tørrede ud. Af den grund findes der store saltaflejringer på bunden af Middelhavet. Samlet er mængden af deponeret salt beregnet til mere end 1 million kubikkilometer. Nogle steder er saltlaget mere end tre kilometer tykt.
Forskere antager, at det nuværende hav blev fyldt med vand for omkring 53 millioner år siden under den to årlange zanclean-oversvømmelse. Her strømmede vand ind fra Atlanterhavet af det nyligt opståede hul ved Gibraltarstrædet. Denne 'flod' af havvand kan have haft en vandføring, der var tusinde gange større end den mængde vand, der strømmer gennem Amazonfloden.
Middelhavet har en gennemsnitsdybde på omkring 1.500 meter og er 5.267 meter på det dybeste sted: Calypsodybden i det Ioniske Hav imellem Italien og Grækenland.
Kystlinjen er omkring 46.000 kilometer lang. En undersøisk højderyg (Sicilienstrædet) mellem øen Sicilien og Tunesiens kyst deler havet op i to mindre dele; det vestlige Middelhavsbassin, der har et areal på omkring 850.000 km2; og det østlige Middelhavsbassin med et areal på omkring 165 millioner km2. 
Karstkilder eller vrulja er karakteristiske for dele af Middelhavets kystlinje, hvor grundvand bliver presset ud i havet fra undersøiske reservoirer. Vandet er typisk ferskvand og er i nogle tilfælde termisk varmt.

### Pladetektonik
Middelhavesbassinet og havsystemet blev etableret, da det tidligere afrikansk-asiatiske kontinent kolliderede med Eurasien. Da det afrikansk-asiatiske kontinent bevægede sig mod nord, lukkede det sig over det tidligere Tethyshav, der inden da havde separeret de to superkontinenter Laurasien og Gondwanaland.
Omtrent halvvejs gennem juratiden blev der skabt et langt mindre havbassin kaldet Neotethys. Dette bassin opstod, kort før Tethyshavet havde lukket sig i den vestlige (arabiske) ende. En kollision over et meget bredt stykke skubbede et langt bjergsystem op, der gik fra Pyrenæerne i Spanien til Zagrosbjergkæden i Iran i en bjergopbyggende pladetektonik kaldet Alpiderna eller den alpine bjergkædefoldning. Neotethys blev større under denne bevægelse, der foregik i den oligocæne og miocæne periode (for cirka 34 til 5,33 millioner år siden). Således består Middelhavets bassin af flere tektoniske plader i forkastningszone, hvilket er grundlaget for den østlige del af Middelhavet. Forskellige forkastningszoner danner de dybeste og største undersøiske bjergkæder i den østlige del af det Ioniske Hav og den sydlige del af det Ægæiske Hav. Den Centralindiske Bjergryg løber øst for Middelhavet mod sydøst imellem Afrika og den Arabiske Halvø og videre ud i den Indiske Ocean.

## Økologi og biota
Som et resultat af udtørringen af havet under den messiniske salinitetskrise kommer Middelhavets biota primært fra Atlanterhavet. Nordatlanten er væsentligt koldere og mere næringsrig end Middelhavet. Meget af havlivet har derfor måttet tilpasse sig varierende betingelser i de 5 millioner år, Middelhavsbassinet har været fyldt med vand.
Alboranhavet er en overgangszone imellem to havområder. Her lever arter fra både Atlanterhavet og Middelhavet. Alboranhavet har den største mængde af øresvinsarten tursiops i den vestlige del af Middelhavet og er hjemsted for den sidste bestand af marsvin i Middelhavet. Det er ligeledes det vigtigste opvækstområde i Europa for den uægte karetskildpadde. Der foregår et stort fiskeri i Alboranhavet efter sardiner og sværdfisk. Middelhavsmunkesælen lever i det Ægæiske Hav ved Grækenlands. I 2003 udtrykte WWF Verdensnaturfonden bekymring for visse former for garnfiskeri i Middelhavet. Problemet er, at delfiner, skildpadder og andre havdyr ofte uforvarende fanges og drukner i disse fiskenet.

## Miljøhistorie
I de seneste 4.000 har menneskets tilstedeværelse omkring Middelhavet ændret de fleste europæiske middelhavslande. Menneskets påvirkning af landskabet har overlappet med fremkomsten af middelhavsklimaet.
Billedet af, at Middelhavet var et paradis på jorden i Antikken, som blev ødelagt af senere civilisationer, går i hvert fald tilbage til 1700-tallet og var en udbredt opfattelse blandt arkæologer og historikere i flere århundrede. Alfred Thomas Grove og Oliver Rackham udfordrer i værket The Nature of Mediterranean Europe denne opfattelse. De to baserer sig på en lang række metoder, inklusive historiske dokumenter, analyser af handelsruter, sedimenter på flodsletter, pollenanalyse, dendrokronologi og yderlige arkæometriske analyser samt befolkningsstudier. De stiller sig skeptiske over for ideen om Middelhavet som en tabt edens have med frugtbare og skovrige områder, der gik til grunde og blev gold som følge af dårlig menneskelig indgriben. Opfattelsen stammer i højere grad fra et nyere tids indgriben, end de imaginære ting, der har påvirket området i antikken, og som blev idaliseret i Oplysningstiden af kunstnere, digtere og videnskabsfolk.
Udviklingen af klimaet, vegetationen og landskabet i Sydeuropa fra forhistorisk tid og frem til i dag er langt mere kompleks og har gennemgået mange ændringer. Eksempelvis foregik afskovning allerede inden romertiden. Under Romerriget sørgede store virksomheder for vedligehold af skove og marker, og ved Romerrigets fald skete der en stor affolkning. Nogle antager, at der foregik en stor afskovning i moderne tid, og der er en stor forskel i afskovningen i Nord- kontra Syditalien. Klimaet har været ustabilt fra antikken og frem til i dag, hvilket bl.a. ses ved Den lille istid, som betød ændret udbredelse af forskellige typer planter i forhold til både klimaet og menneskelig aktivitet.